# Прашник
Прашник је биљни орган који ствара полен. Настао је из листоликих микроспорофила примитивних голосеменица - предака скривеносеменица. Листолики изглед прашника се среће код примитивних скривеносеменица, као што су локвањи. Скуп свих прашника у цвету се назива андрецеум (Androeceum). Њихов број је веома различит код различитих биљних врста; од један па до више стотина. Цветови који немају прашнике су једнополни – женски цветови, а они који имају само прашнике су једнополни – мушки цветови.

## Грађа прашника
У највећем броју случајева, прашник се састоји од прашничког конца (filamentum) на чијем врху се налази прашница (anthera). Прашницу даље чине две полуантере (thecae) које повезује наставак прашничког конца (conectiv). Оне су подељене на две поленове кесе (loculi) уздужном преградом. Прашник је хомолог микроспорофилу, а прашничке кесе микроспорангијама.

## Стадијуми развитка
Лист из кога ће настати прашник у првим стадијумима развића је конвексна квржица (тзв. примордија) која расте дајући штапићасту творевину из које ће се развити прашнички конац и поленове кесе. Претпоставку да прашници, као и тучак, настају из листа потврђује претварање ових органа у листолике, зелене органе код неких цветова. То се дешава због спољашњих агенаса, као што је ујед инсеката.

## Распоред прашника
Распоред прашника у цветовима је спиралан и у циклусима. Број и изглед прашника је важна систематска карактеристика. На пример, већина врста фамилије уснатица има четири прашника од којих су два дужа од преостала два, а крсташице имају шест прашника од којих су четири дугачка настала деобом два прашника. Уколико прашници чине један круг, такав андрецеум је хаплостемон. Код многих врста су прашници распоређени у два круга и тада се такав андрецеум назива диплостемон. Такав је случај код врста фамилије љиљана, на пример. Постоји још и обдиплостемон. Код фамилије орхидеја долази до срастања прашника са стубићем тучка, али је и код других врста запажено срастање прашника и других делова цвета, као што су крунични листићи.

## Улога прашника
Главна функција ових органа је да производе полен, али могу имати и друге улоге. У случају редукције крунице, могу преузети улогу ових листића, односно привлачити опрашиваче својим живим бојама као што је случај код рода Melaleuca. Такође, приписује им се и жлездана улога, односно улога нектарија као код кукурека. У овом случају, прашници који замењују нектарије немају способност стварања поленових зрна и називају се стаминодије.